# World Cup of Darts 2010
Der Cash Converters World Cup of Darts 2010 war ein Major-Turnier der Professional Darts Corporation und wurde vom 3. bis zum 5. Dezember 2010 in der Rainton Meadows Arena gespielt. Beim World Cup of Darts tritt pro Nation eine Mannschaft aus zwei Spielern an. Es spielen immer die zwei bestplatzierten Spieler einer Nation und während des Wettbewerbs kommt es auch zu Doppelmatches, was bei sonst keinem Turnier der PDC der Fall ist.
Da es sich um die erste Auflage handelte, gab es keine Titelverteidiger. Erster Sieger des Turniers wurde die niederländische Mannschaft (bestehend aus Raymond van Barneveld und Co Stompé), die sich im Finale gegen Mark Webster und Barrie Bates aus Wales durchsetzen konnten.

## Format
An dem Turnier nahmen insgesamt 24 Teams bestehend aus je zwei Spielern teil. Je nach Runde unterschied sich der Spielmodus. Zunächst starteten die Nationen, welche in der Setzliste mit den Nummern 9 bis 24 versehen waren, in der ersten Runde. Die Sieger trafen dann auf die Top 8 der Setzliste. Nur wer auch diese Runde überstehen konnte, qualifizierte sich für die Gruppenphase. In diesen Runden wurden ausschließlich Doppel gespielt. Sieger eines Spiels war dabei das Team, welchem es zuerst gelang, 6 Legs zu gewinnen.
Für die Gruppenphase qualifizierten sich dann die acht Sieger der zweiten Runde. Sie wurden in zwei Gruppen à 4 Teams eingeteilt, in denen jedes Team einmal auf jedes andere Team traf. In den einzelnen Spielen wurden zunächst zwei Einzel ausgetragen. Für jedes gewonnene Einzel gab es einen Punkt. In einem abschließenden Doppel gab es dann zwei weitere Punkte zu gewinnen. Somit konnte ein Spiel entweder 4:0, 3:1 oder 2:2-Unentschieden ausgehen. Die zwei Teams, welche die meisten Punkte erspielen konnten, zogen ins Halbfinale ein. Sollte die Anzahl der Punkte zweier Teams gleich sein, entschied die Legdifferenz über die Platzierung.
Ab dem Halbfinale wurde die Anzahl der Einzel verdoppelt. Somit spielte jeder Spieler eines Teams einmal gegen jeden Spieler des gegnerischen Teams. Beendet wurde das Spiel (falls nötig) mit einem finalen Doppel. Das Team, das hierbei die meisten Punkte erzielte (weiterhin ein Punkt für ein gewonnenes Einzel, zwei Punkte für ein gewonnenes Doppel), gewann das Spiel. Sollte es zu einem 3:3-Unentschieden kommen, kam ein Sudden-Death-Leg zum Einsatz.
Ab der Gruppenphase wurde Pro Einzel und Doppel im Modus Best of 5 Legs gespielt.

## Teilnehmende Nationen
| Setzposition | Nation             | Spieler 1                | Spieler 2          |
| ------------ | ------------------ | ------------------------ | ------------------ |
| 1            | England            | Phil Taylor              | James Wade         |
| 2            | Niederlande        | Raymond van Barneveld    | Co Stompé          |
| 3            | Australien         | Simon Whitlock           | Paul Nicholson     |
| 4            | Schottland         | Gary Anderson            | Robert Thornton    |
| 5            | Wales              | Mark Webster             | Barrie Bates       |
| 6            | Nordirland         | Brendan Dolan            | John MaGowan       |
| 7            | Kanada             | John Part                | Ken MacNeil        |
| 8            | Vereinigte Staaten | Darin Young              | Bill Davis         |
| 9            | Irland             | Mick McGowan             | William O’Connor   |
| 10           | Deutschland        | Jyhan Artut              | Andree Welge       |
| 11           | Spanien            | Carlos Rodríguez         | Toni Alcinas       |
| 12           | Finnland           | Jarkko Komula            | Marko Kantele      |
| 13           | Neuseeland         | Phillip Hazel            | Warren Parry       |
| 14           | Österreich         | Mensur Suljović          | Maik Langendorf    |
| 15           | Schweden           | Magnus Caris             | Pär Riihonen       |
| 16           | Russland           | Anastassija Dobromyslowa | Roman Kontschikow  |
| 17           | Gibraltar          | Dylan Duo                | Dyson Parody       |
| 18           | Slowenien          | Osmann Kijamet           | Sebastijan Pečjak  |
| 19           | Dänemark           | Per Laursen              | Vladimir Andersen  |
| 20           | Polen              | Krzysztof Kciuk          | Krzysztof Ratajski |
| 21           | Belgien            | Patrick Bulen            | Rocco Maes         |
| 22           | Japan              | Haruki Muramatsu         | Taro Yachi         |
| 23           | Tschechien         | Martin Kapucian          | Pavel Drtil        |
| 24           | Slowakei           | Peter Martin             | Oto Zmelik         |

## Preisgeld
Bei dem Turnier wurden insgesamt £ 150.000 ausgeschüttet. Das Preisgeld verteilt sich unter den Teams wie folgt:
| Position              | Preisgeld |
| --------------------- | --------- |
| Gewinner              | £ 40.000  |
| Finalist              | £ 20.000  |
| Halbfinalisten        | £ 12.000  |
| 3. Platz Gruppenphase | £ 8.000   |
| 4. Platz Gruppenphase | £ 5.000   |
| 2. Runde              | £ 3.000   |
| 1. Runde              | £ 2.000   |

## Ergebnisse

### Erste und zweite Runde
|  | Runde 1 3. Dez. 2010 | Runde 1 3. Dez. 2010 | Runde 1 3. Dez. 2010 |  | Runde 2 3. Dez. 2010 | Runde 2 3. Dez. 2010     | Runde 2 3. Dez. 2010 |
|  |                      |                      |                      |  |                      |                          |                      |
|  | 11                   | Spanien 87,87        | 6                    |  | 1                    | England 99,33            | 5                    |
|  | 22                   | Japan 81,80          | 3                    |  | 11                   | Spanien 92,31            | 6                    |
|  |                      |                      |                      |  |                      |                          |                      |
|  | 15                   | Schweden 86,58       | 6                    |  | 8                    | Vereinigte Staaten 83,64 | 6                    |
|  | 18                   | Slowenien 70,49      | 2                    |  | 15                   | Schweden 81,07           | 4                    |
|  |                      |                      |                      |  |                      |                          |                      |
|  | 16                   | Russland 74,46       | 6                    |  | 4                    | Schottland 87,18         | 6                    |
|  | 17                   | Gibraltar 71,61      | 4                    |  | 16                   | Russland 75,27           | 2                    |
|  |                      |                      |                      |  |                      |                          |                      |
|  | 13                   | Neuseeland 83,73     | 6                    |  | 5                    | Wales 85,04              | 6                    |
|  | 20                   | Polen 74,37          | 2                    |  | 13                   | Neuseeland 85,13         | 4                    |
|  |                      |                      |                      |  |                      |                          |                      |
|  | 10                   | Deutschland          | kl.                  |  | 2                    | Niederlande 91,62        | 6                    |
|  | 23                   | Tschechien           | kl. 1                |  | 10                   | Deutschland 81,79        | 2                    |
|  |                      |                      |                      |  |                      |                          |                      |
|  | 12                   | Finnland 82,83       | 2                    |  | 7                    | Kanada 86,66             | 6                    |
|  | 21                   | Belgien 83,93        | 6                    |  | 21                   | Belgien 82,85            | 5                    |
|  |                      |                      |                      |  |                      |                          |                      |
|  | 9                    | Irland 74,04         | 6                    |  | 3                    | Australien 82,96         | 6                    |
|  | 24                   | Slowakei 74,90       | 3                    |  | 9                    | Irland 80,36             | 5                    |
|  |                      |                      |                      |  |                      |                          |                      |
|  | 14                   | Österreich 86,63     | 6                    |  | 6                    | Nordirland 79,97         | 3                    |
|  | 19                   | Dänemark 82,85       | 4                    |  | 14                   | Österreich 82,96         | 6                    |

### Gruppenphase
Die beiden Erstplatzierten zogen in die Finalrunde ein. Die Nummer in Klammern gibt die Setzposition der Mannschaft an.

#### Gruppe A
Die Spiele der Gruppe A wurden alle in der Nachmittagssession am 4. Dezember 2010 ausgetragen.
| Pl. | Spieler         | Sp. | S | U | N | Legs  | Diff. | Punkte |
| --- | --------------- | --- | - | - | - | ----- | ----- | ------ |
| 1.  | Niederlande (2) | 3   | 3 | 0 | 0 | 22:18 | +4    | 9      |
| 2.  | Australien (3)  | 3   | 2 | 0 | 1 | 22:17 | +5    | 8      |
| 3.  | Kanada (7)      | 3   | 1 | 0 | 2 | 18:19 | −1    | 5      |
| 4.  | Österreich (14) | 3   | 0 | 0 | 3 | 16:24 | −8    | 2      |

| Niederlande (2)              | Kanada (7)           | Legs  | Punkte |
| ---------------------------- | -------------------- | ----- | ------ |
| Raymond van Barneveld 92,02  | Ken MacNeil 79,12    | 3 : 0 | 1 : 0  |
| Co Stompé 92,55              | John Part 85,56      | 2 : 3 | 0 : 1  |
| van Barneveld & Stompé 87,65 | MacNeil & Part 86,30 | 3 : 2 | 2 : 0  |
| Gesamt:                      | Gesamt:              | 8 : 5 | 3 : 1  |

| Österreich (14)             | Australien (3)             | Legs  | Punkte |
| --------------------------- | -------------------------- | ----- | ------ |
| Mensur Suljović 89,30       | Paul Nicholson 92,29       | 2 : 3 | 0 : 1  |
| Maik Langendorf 83,90       | Simon Whitlock 99,05       | 1 : 3 | 0 : 1  |
| Langendorf & Suljović 70,32 | Nicholson & Whitlock 93,60 | 2 : 3 | 0 : 2  |
| Gesamt:                     | Gesamt:                    | 5 : 9 | 0 : 4  |

| Niederlande (2)              | Österreich (14)             | Legs  | Punkte |
| ---------------------------- | --------------------------- | ----- | ------ |
| Raymond van Barneveld 82,82  | Maik Langendorf 81,17       | 3 : 2 | 1 : 0  |
| Co Stompé 89,83              | Mensur Suljović 89,87       | 2 : 3 | 0 : 1  |
| van Barneveld & Stompé 90,04 | Langendorf & Suljović 84,25 | 3 : 2 | 2 : 0  |
| Gesamt:                      | Gesamt:                     | 8 : 7 | 3 : 1  |

| Kanada (7)           | Australien (3)             | Legs  | Punkte |
| -------------------- | -------------------------- | ----- | ------ |
| John Part 97,18      | Paul Nicholson 96,99       | 2 : 3 | 0 : 1  |
| Ken MacNeil 100,27   | Simon Whitlock 84,64       | 3 : 1 | 1 : 0  |
| Part & MacNeil 99,00 | Nicholson & Whitlock 93,60 | 1 : 3 | 0 : 2  |
| Gesamt:              | Gesamt:                    | 6 : 7 | 1 : 3  |

| Niederlande (2)              | Australien (3)             | Legs  | Punkte |
| ---------------------------- | -------------------------- | ----- | ------ |
| Raymond van Barneveld 91,50  | Paul Nicholson 91,94       | 3 : 1 | 1 : 0  |
| Co Stompé 79,28              | Simon Whitlock 90,18       | 0 : 3 | 0 : 1  |
| van Barneveld & Stompé 97,33 | Nicholson & Whitlock 97,56 | 3 : 2 | 2 : 0  |
| Gesamt:                      | Gesamt:                    | 6 : 6 | 3 : 1  |

| Kanada (7)       | Österreich (14)       | Legs  | Punkte |
| ---------------- | --------------------- | ----- | ------ |
| John Part 109,98 | Maik Langendorf       | 3 : 0 | 1 : 0  |
| Ken MacNeil      | Mensur Suljović       | 1 : 3 | 0 : 1  |
| Part & MacNeil   | Langendorf & Suljović | 3 : 1 | 2 : 0  |
| Gesamt:          | Gesamt:               | 7 : 4 | 3 : 1  |

#### Gruppe B
Die Spiele der Gruppe B wurden alle in der Abendsession am 4. Dezember 2010 ausgetragen.
| Pl. | Spieler                | Sp. | S | U | N | Legs  | Diff. | Punkte |
| --- | ---------------------- | --- | - | - | - | ----- | ----- | ------ |
| 1.  | Wales (5)              | 3   | 2 | 0 | 1 | 21:16 | +5    | 7      |
| 2.  | Spanien (11)           | 3   | 2 | 0 | 1 | 17:19 | −2    | 7      |
| 3.  | Schottland (4)         | 3   | 1 | 0 | 2 | 20:18 | +2    | 6      |
| 4.  | Vereinigte Staaten (8) | 3   | 1 | 0 | 2 | 17:22 | −5    | 4      |

| Spanien (11)              | Vereinigte Staaten (8) | Legs  | Punkte |
| ------------------------- | ---------------------- | ----- | ------ |
| Carlos Rodríguez 93,31    | Bill Davis 92,01       | 3 : 2 | 1 : 0  |
| Toni Alcinas 80,96        | Darin Young 83,82      | 1 : 3 | 0 : 1  |
| Rodríguez & Alcinas 79,39 | Davis & Young 76,23    | 3 : 1 | 2 : 0  |
| Gesamt:                   | Gesamt:                | 7 : 6 | 3 : 1  |

| Wales (5)             | Schottland (4)            | Legs  | Punkte |
| --------------------- | ------------------------- | ----- | ------ |
| Mark Webster 95,94    | Robert Thornton 80,00     | 3 : 0 | 1 : 0  |
| Barrie Bates 86,58    | Gary Anderson 88,89       | 2 : 3 | 0 : 1  |
| Webster & Bates 85,79 | Thornton & Anderson 81,00 | 3 : 2 | 2 : 0  |
| Gesamt:               | Gesamt:                   | 8 : 5 | 3 : 1  |

| Spanien (11)              | Wales (5)             | Legs  | Punkte |
| ------------------------- | --------------------- | ----- | ------ |
| Carlos Rodríguez 81,85    | Barrie Bates 77,57    | 3 : 1 | 1 : 0  |
| Toni Alcinas 80,82        | Mark Webster 92,40    | 1 : 3 | 0 : 1  |
| Rodríguez & Alcinas 67,52 | Webster & Bates 72,73 | 0 : 3 | 0 : 2  |
| Gesamt:                   | Gesamt:               | 4 : 7 | 1 : 3  |

| Vereinigte Staaten (8) | Schottland (4)             | Legs  | Punkte |
| ---------------------- | -------------------------- | ----- | ------ |
| Darin Young 82,59      | Robert Thornton 84,29      | 2 : 3 | 0 : 1  |
| Bill Davis 78,00       | Gary Anderson 109,98       | 0 : 3 | 0 : 1  |
| Young & Davis 96,34    | Thornton & Anderson 102,35 | 2 : 3 | 0 : 2  |
| Gesamt:                | Gesamt:                    | 4 : 9 | 0 : 4  |

| Spanien (11)              | Schottland (4)            | Legs  | Punkte |
| ------------------------- | ------------------------- | ----- | ------ |
| Carlos Rodríguez 81,40    | Robert Thornton 100,20    | 0 : 3 | 0 : 1  |
| Toni Alcinas 100,38       | Gary Anderson 92,68       | 3 : 2 | 1 : 0  |
| Rodríguez & Alcinas 99,05 | Thornton & Anderson 93,70 | 3 : 1 | 2 : 0  |
| Gesamt:                   | Gesamt:                   | 6 : 6 | 3 : 1  |

| Vereinigte Staaten (8) | Wales (5)             | Legs  | Punkte |
| ---------------------- | --------------------- | ----- | ------ |
| Darin Young 88,87      | Barrie Bates 87,70    | 3 : 2 | 1 : 0  |
| Bill Davis 70,00       | Mark Webster 98,46    | 1 : 3 | 0 : 1  |
| Young & Davis 77,53    | Bates & Webster 77,18 | 3 : 1 | 2 : 0  |
| Gesamt:                | Gesamt:               | 7 : 6 | 3 : 1  |

### Finalrunde
|  | Halbfinale | Halbfinale  | Halbfinale |  |  | Finale | Finale      | Finale |
|  |            |             |            |  |  |        |             |        |
|  |            |             |            |  |  |        |             |        |
|  | 2          | Niederlande | 4          |  |  |        |             |        |
|  | 11         | Spanien     | 0          |  |  |        |             |        |
|  |            |             |            |  |  | 2      | Niederlande | 4      |
|  |            |             |            |  |  | 5      | Wales       | 2      |
|  | 5          | Wales       | 3 2        |  |  |        |             |        |
|  | 3          | Australien  | 3          |  |  |        |             |        |
|  |            |             |            |  |  |        |             |        |

#### Ergebnisübersicht Halbfinale
| Niederlande (2)              | Spanien (11)           | Legs    | Punkte |
| ---------------------------- | ---------------------- | ------- | ------ |
| Raymond van Barneveld 103,14 | Toni Alcinas 93,80     | 6 : 2   | 1 : 0  |
| Co Stompé 89,31              | Carlos Rodríguez 82,59 | 6 : 3   | 1 : 0  |
| Raymond van Barneveld 95,75  | Carlos Rodríguez 89,94 | 6 : 4   | 1 : 0  |
| Co Stompé 94,92              | Toni Alcinas 92,64     | 6 : 5   | 1 : 0  |
| Gesamt:                      | Gesamt:                | 24 : 14 | 4 : 0  |

| Wales (5)             | Australien (3)             | Legs    | Punkte |
| --------------------- | -------------------------- | ------- | ------ |
| Mark Webster 88,17    | Paul Nicholson 96,16       | 6 : 5   | 1 : 0  |
| Barrie Bates 90,45    | Simon Whitlock 107,77      | 4 : 6   | 0 : 1  |
| Mark Webster 94,60    | Simon Whitlock 100,36      | 4 : 6   | 0 : 1  |
| Barrie Bates 86,49    | Paul Nicholson 95,44       | 3 : 6   | 0 : 1  |
| Webster & Bates 87,84 | Nicholson & Whitlock 89,70 | 6 : 5   | 2 : 0  |
| Webster & Bates       | Nicholson & Whitlock       | 1 : 0   | 0 : 0  |
| Gesamt:               | Gesamt:                    | 24 : 28 | 3 : 3  |

#### Ergebnisübersicht Finale
| Niederlande (2)              | Wales (5)             | Legs    | Punkte |
| ---------------------------- | --------------------- | ------- | ------ |
| Raymond van Barneveld 89,83  | Barrie Bates 79,27    | 8 : 4   | 1 : 0  |
| Co Stompé 98,09              | Mark Webster 100,90   | 6 : 8   | 0 : 1  |
| Raymond van Barneveld 100,95 | Mark Webster 104,11   | 6 : 8   | 0 : 1  |
| Co Stompé 97,82              | Barrie Bates 89,74    | 8 : 5   | 1 : 0  |
| van Barneveld & Stompé 89,36 | Webster & Bates 84,67 | 8 : 5   | 2 : 0  |
| Gesamt:                      | Gesamt:               | 36 : 30 | 4 : 2  |